# Franse Senaatsverkiezingen 1962
De Franse Senaatsverkiezingen van 1962 vonden op 26 september 1962 plaats. Het was de eerste keer dat een derde van de Senaat werd gekozen tijdens de Vijfde Franse Republiek.

## Verkiezingsprocedure
De Franse Senaat wordt indirect gekozen door middel van kiesmannen (grands électeurs), lokale volksvertegenwoordigers, zoals regionale-, departements-, en (soms) stadsbestuurders (w.o. burgemeesters en wethouders).

## Uitslag
| Groepering                                    | Afkorting | Zetels | Verschil | Percentage |
| --------------------------------------------- | --------- | ------ | -------- | ---------- |
| Républicains indépendants                     | RI        | 65     | 5        | 23,7%      |
| Socialiste                                    | SOC       | 52     | 0        | 19,0%      |
| Républicains populaires                       | RP        | 35     | 1        | 12,8%      |
| Union pour la nouvelle République             | UNR       | 32     | 5        | 11,7%      |
| Gauche Démocratique                           | GD        | 50     | 16       | 18,2%      |
| Centre républicain d'action rurale et sociale | CNIP      | 20     | Stabiel  | 7,3%       |
| Niet-ingeschrevenen                           | NI        | 6      | 1        | 2,2%       |
| Communiste                                    | COM       | 14     | 0        | 5,1%       |
| Totaal:                                       |           | 274    | 35       | 100,0 %    |

## Voorzitter
| Afbeelding | Persoon            | Datum van verkiezingen | Opmerking |
| ---------- | ------------------ | ---------------------- | --------- |
|            | Gaston Monnerville | 2 oktober 1962         | herkozen  |